# Glenshane Pass
Glenshane Pass är ett bergspass i Storbritannien.   Det ligger i riksdelen Nordirland, i den västra delen av landet, 600 km nordväst om huvudstaden London. Glenshane Pass ligger 299 meter över havet.
Terrängen runt Glenshane Pass är kuperad åt nordväst, men åt sydost är den platt.Runt Glenshane Pass är det ganska glesbefolkat, med 38 invånare per kvadratkilometer. Närmaste större samhälle är Maghera, 7,6 km öster om Glenshane Pass. Trakten runt Glenshane Pass består i huvudsak av gräsmarker.